# Can't Stop the Hardcore
Can't Stop the Hardcore (Hardcore není možno zastavit) je skladba německé hudební skupiny Scooter. Jako singl vyšla 5. prosince 2014 v přepracované verzi (54. singl kapely). Je třetím singlem z alba The Fifth Chapter. Od roku 2010 je prvním singlem skupiny, který opět obsahuje bonusovou skladbu, takzvanou stranu B (B-side).
Nová verze skladby je kratší, přibylo v ní několik nových hlášek frontmana a je zakončena postupným zrychlováním.
Fotka na přední obálce singlu je, tak jako na předchozím singlu Today, stejná jako na obálce studiového alba The Fifth Chapter. S tím rozdílem, že obličeje členů kapely jsou nahrazeny hlavami dinosaurů.
Videoklip se odehrává na řecké oslavě. Členové skupiny jsou zde oblečeni do netradičních kostýmů. V klipu jsou i prvky humoru.

## Seznam skladeb

### CD singl
1. Can't Stop the Hardcore (Radio Edit) - (2:45)
2. Can't Stop the Hardcore (Extended Mix) - (3:45)

### Digitální download
1. Can't Stop the Hardcore (Radio Edit) - (2:45)
2. Can't Stop the Hardcore (Scooter Remix) - (3:55)
3. Can't Stop the Hardcore (Extended Mix) - (3:45)
4. Can't Stop the Hardcore (Heavyweight Edit) - (3:21)
5. Hain A.M. - (4:59)
6. Can't Stop the Hardcore (Instrumental) - (2:45)